# 5957 Irina
Az 5957 Irina (ideiglenes jelöléssel 1988 JN) egy kisbolygó a Naprendszerben. Carolyn Shoemaker,  Eugene Merle Shoemaker fedezte fel 1988. május 11-én.